# Samuel Neander
Samuel Neander (ur. 7 maja 1670 w Bobolicach(?), zm. 4 lutego 1718 w Stargardzie) - burmistrz Stargardu, adwokat Sądu Nadwornego w Stargardzie i realizator testamentu Petera Gröninga.
Urodził się 7 maja 1670 prawdopodobnie w Bobolicach (Bublitz). Jego ojciec - Samuel był rentmistrzem księcia Croy, zaś matką - Gertruda Trebatia. Miał dziewięcioro rodzeństwa. W 1689 roku Neander rozpoczął studia prawnicze na Uniwersytecie we Frankfurcie nad Odrą. Po sześciu latach otrzymał posadę w Królewskim Sądzie Nadwornym w Stargardzie. W międzyczasie ożenił się z Clarą von Bonin, z którą miał ośmioro dzieci. W 1699 został radnym stargardzkiej Rady Miejskiej. Od 1705 pełni funkcję sędziego lokalnego oraz senatora, następnie także podskarbiego miejskiego. W 1710 został wybrany na urząd burmistrza Stargardu, który sprawował do śmierci w 1718 roku.
Zmarł na apopleksję w Ratuszu Miejskim w czasie pełnienia obowiązków urzędniczych.